# Église Saint-Nicolas de Flensbourg
L’église Saint-Nicolas est une église protestante de Flensbourg, en Allemagne.

## Architecture
L'église-halle gothique est dédiée à Nicolas de Myre. L'intérieur de l'église est une salle à gradins à trois nefs, dont la construction commence vers 1390 et se poursuit vers l'est vers 1440 au lieu d'un bâtiment antérieur construit avant 1332. La structure de 52 m de long et 21 m de large fait face à l'est. Les bas-côtés sont séparés du bâtiment central par six paires de puissants piliers ronds en brique qui dirigent la vue vers l'autel. À première vue, il apparaît au spectateur comme s'il y avait un transept devant les marches du sanctuaire, mais en fait seule la distance entre les piliers augmente. Les quatre travées arrière voûtées (première phase de construction 1390 à 1440) sont plus courtes que les suivantes (1440 à 1480). Au-dessus du sanctuaire et de l'espace libre devant ses marches, la voûte est presque carrée, la dernière travée est à nouveau raccourcie. La crête de la structure est à une hauteur de 40 m. Le clocher de l'église haut de 90 m est l'un des plus hauts du Schleswig-Holstein et le plus haut de la ville de Flensbourg. La flèche néo-gothique est construite après la destruction de l'ancienne flèche gothique par la foudre en 1878. Depuis 1878, il y a trois cloches en acier, qui remplacent les cloches de 1871 (fonderie de cloches Jauck à Leipzig) fondues dans l'incendie du clocher. De plus, depuis 1909, il y a un carillon composé de 17 cloches dans le clocher, coulées par M & O Ohlsson à Lübeck. Selon la légende, les cloches de l'église Saint-Nicolas s'appelleraient "le maire et le conseil". L'hôtel de ville de Flensbourg est très proche.
En raison de son aspect particulier, l'église fait partie de la Route européenne du gothique en brique en 2018.

## Mobilier
Autel
L'autel est une offrande en 1749 par Margarethe Cäcilie Valentiner, veuve de Wilhelm Valentiner. L'image principale d'un artiste inconnu montre la Résurrection, l'image en-dessous montre la Dernière Cène. L'autel est un exemple rare de la transition du baroque tardif au rococo. Des vertus (la foi et l'espérance) flanquent une Résurrection de B. Nolde, encadrée de gigantesques colonnes torsadées, qui couronnent un entablement et, disposés de manière asymétrique, des anges au trombone et de la rocaille.
Fonts baptismaux
Les fonts baptismaux en bronze sont coulés à Flensbourg à la fin du XVe siècle. Il existe des fonts baptismaux comparables dans l'église Sainte-Marie de Flensbourg, l'église Saint-Nicolas d'Eckernförde et l'église Sainte-Marie de Haderslev.

## Orgues
Saint-Nicolas a un "orgue double" sur la tribune du chœur, qui est unique sous cette forme au monde. Il se compose de deux instruments stylistiques créés par le facteur d'orgues de Marbourg Gerald Woehl entre 1997 et 2009 : L'orgue Schnitger est dans le buffet historique, et l'orgue symphonique est derrière.

### Histoire
Les origines de l'orgue Schnitger remontent au début du XVIIe siècle. Au nom du roi danois Christian IV, Nikolaus Maass, facteur d'orgues de la cour de Copenhague, construit un orgue entre 1604 et 1609. De 1707 à 1709, Arp Schnitger convertit et agrandit l'orgue Maass en orgue baroque. Après l'incendie du clocher en 1877, le facteur d'orgues d'Åbenrå Marcussen & Søn développe l'instrument pour la musique symphonique en 1878, conformément à la perception sonore romantique de l'époque. De 1869 à 1916, Emil Fromm est organiste à Saint-Nicolas. Une plaque dans l'église lui rend hommage.
L'instrument subit des modifications durables en 1920, lorsque la maison d'orgues Sauer transforme l'instrument en un grand orgue pneumatique qui ne respecte plus l'architecture et les dimensions de l'ancien buffet, mais le dépasse. Après de nouvelles transformations et extensions en 1938 et 1958, il devient clair dans les années 1990 qu'une rénovation fondamentale s'impose.

### Buffet
L'instrument était logé dans un buffet d'orgue Renaissance magnifiquement sculpté et peint réalisé par le sculpteur Heinrich Ringerink de 1604 à 1609.
Jusqu'à la construction de la tribune des chanteurs, l'orgue est accroché au mur ouest comme un orgue nid d'hirondelle. L'œuvre principale est située dans la partie supérieure du buffet, qui est divisé par des tours de tuyaux, et sur les pignons duquel se trouve une figure du Christ ressuscité au milieu, avec un ange à la trompette de chaque côté. Trois peintures grand format des doubles portes d'origine devant l'œuvre principale existent toujours. Les deux sections du positif, composées chacune de 3 tours tubulaires en quinconce, sont encastrées dans le parapet de la galerie. Sur eux se trouvent deux blasons (du roi danois Christian IV et de sa femme Anna Catharina) tenus par des anges. Les neuf muses et le psalmiste le roi David sont visibles dans les niches des parapets.
Le buffet est restauré entre 1997 et 2004. La version couleur originale de 1609 est restaurée.

### Orgue Schnitger
Le son de l'orgue Schnitger est reconstitué selon la disposition de 1707 à 1709. L'instrument est doté d'une action de clé mécanique (action de suspension) et de coupleurs mécaniques. Le système de jeu à trois claviers et pédalier est situé sur le corps principal de l'ancienne tribune d'orgue de Ringerink, entre les positifs arrière et le corps principal.

### Orgue symphonique
En arrière-plan de l'orgue Schnitger se trouve l'orgue symphonique avec son son romantique. L'instrument dispose d'une console autonome (quatre manuels et pédalier) sur la tribune des chanteurs. L'action de jeu (action suspendue) et les attelages sont mécaniques, les actions d'arrêt sont électriques. Le mouvement solo est situé au-dessus du boîtier principal.
Le même soufflet sert pour l'orgue symphonique. Il est situé dans les combles au-dessus du chœur (à une hauteur d'environ 30 m), à environ 50 m de l'orgue. Les ouvertures de sortie acoustique sont percées au-dessus du chœur sur le côté droit. Le soufflet se compose en grande partie de matériel historique de 1920. À cette époque, Sauer commence à construire un orgue à distance, qui n'est pas achevé en raison de l'inflation à l'époque, mais est démantelé dans les années 1930 et stocké pour un achèvement ultérieur. À partir des sommiers et de la tuyauterie existants, le soufflet est recréé. Il sert électriquement (à l'aide de fibres optiques) à partir de l'orgue symphonique.

## Personnalités
- Gerd Slewert, réformateur
- Johann Reinboth (1609–1673), grand pasteur de 1636 à 1639
- Stephan Klotz, 1636 bis 1668 grand intendant général pour le Holstein
- Christoph Karl Julius Asschenfeldt, grand pasteur en 1829

## Source, notes et références
1. ↑  Leonhard Weber, « Des dangers de la foudre », Journal télégraphique, vol. 10, no 7,‎ 25 juillet 1886, p. 150 (lire en ligne)
2. ↑  (de) Alexa Brosius, « Festwoche zum Jubiläum der Woehlorgel », sur Schleswig-Holsteinischer Zeitungsverlag, 2019 (consulté le 16 février 2022)
3. ↑  (de) Sammelbände Der Internationalen Musikgesellschaft, vol. 7-8, Druck und Verlag von Breitkopf & Härtel, 1905 (lire en ligne), p. 230

- (de) Cet article est partiellement ou en totalité issu de l’article de Wikipédia en allemand intitulé « Heiliggeistkirche (Flensburg) » (voir la liste des auteurs).